# Gewehr 1888
Gewehr 1888 или Reichsgewehr («государственная винтовка») 7,9-мм винтовка, принятая на вооружение в 1888 году в качестве основного рядового оружия германской армии. Прусская оружейная комиссия (GewehrPrufungsKomission, GPK) стремилась создать самое лучшее ружьё, используя компоненты различного происхождения. Оружие получило также название «Комиссионная винтовка». Продольно-скользящий поворотный затвор разработал Шлегельмильх — оружейник из арсенала в Шпандау.

## История
В 1886 году на вооружение французской армии была принята винтовка Lebel M1886. Это была первая винтовка на бездымном порохе. Её применение позволило уменьшить калибр до 8 мм (старые французские винтовки имели калибр 11 мм). Пули калибра 8 мм имели более высокую скорость и более настильную траекторию полета, благодаря чему выстрел был более меткий.
С принятием на вооружение новой французской винтовки немецкая винтовка Mauser Model 1871 и принятая недавно на вооружение модификация Mauser M1871/84 c 8-зарядным трубчатым магазином резко стали устаревшими. Поэтому Комиссия Экспериментального Оружия Пехоты начала работу над новой винтовкой — преемником Mauser M1871/84. Изначально планировалось модернизировать это оружие и его боеприпасы путём изменения калибра с 11 до 7,9 мм и замены чёрного пороха на бездымный. Но созданное таким образом оружие не было бы перспективным. Новая винтовка и патрон должны были быть созданы с использованием лучших конструкционных решений европейских стран. Новый патрон 7,9 mm Patrone 88 был одним из первых винтовочных патронов без закраины. Благодаря этому конструкция магазина упростилась. Конструкция магазина была скопирована с австрийской винтовки Mannlicher M1886. Затвор новой винтовки разработал сотрудник правительственного арсенала в Шпандау Луис Шлегельмильх (Luis Schlegelmilch). Форма и шаг резьбы ствола скопирован с винтовки Лебеля. Ведущий германский производитель винтовок того времени Маузер не имел отношения к разработке новой винтовки.
Испытания новой винтовки завершены в ноябре 1888 года и её немедленно приняли на вооружение. 12 ноября 1888 года император Вильгельм II подписал приказ о принятии новой винтовки на вооружение под обозначением Gewehr 88. Быстро разработанная Комиссией винтовка получила прозвище «комиссионной».

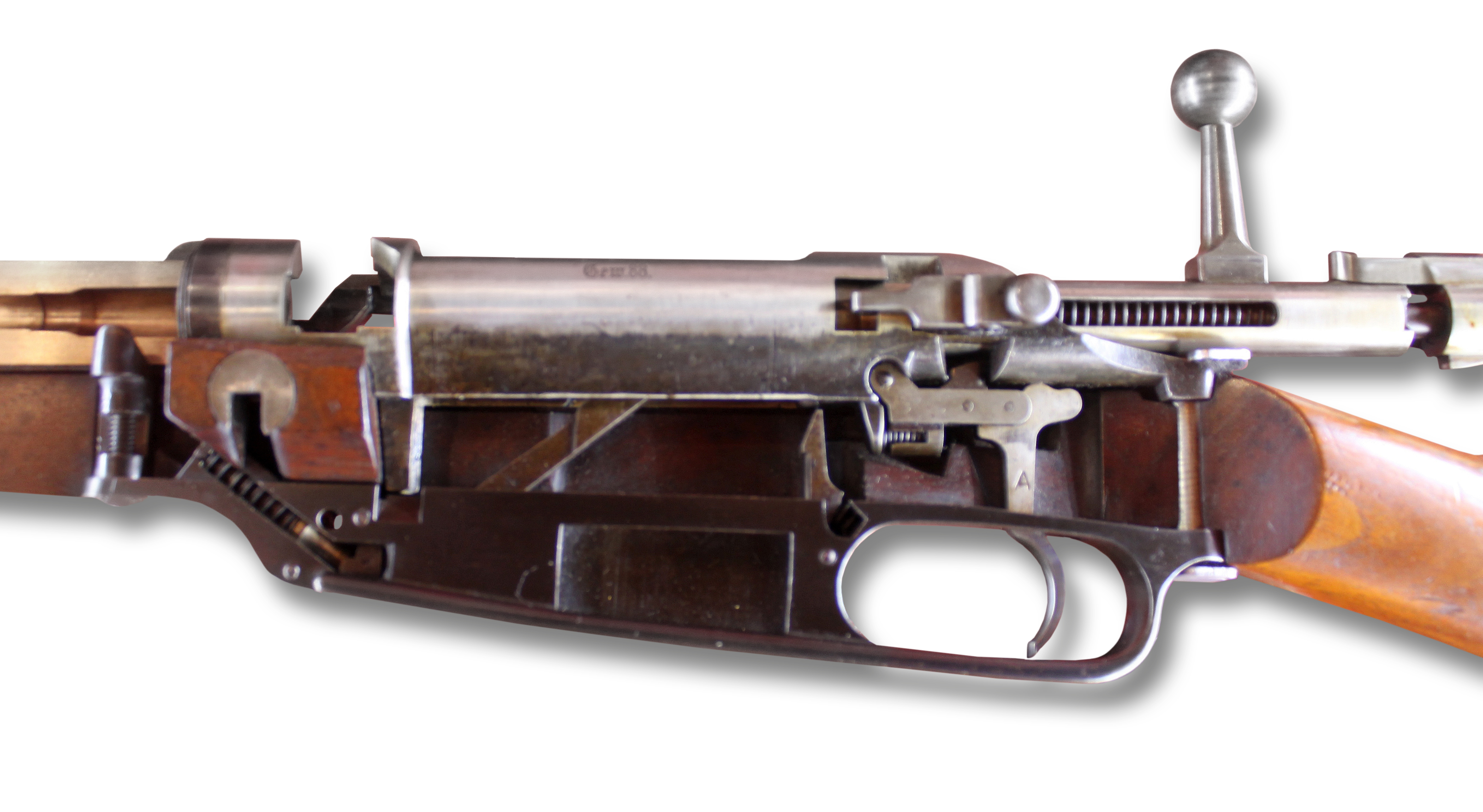
Устройство

Первая серия винтовок Gewehr 88 выпущена весной 1889 года. Осознавая преимущество, которое винтовка Лебель давала французам, немецкая армия запустила Gew 88 в производство как можно быстрее; Заводы работали круглосуточно, чтобы выпустить 1,9 миллиона винтовок и карабинов всего за два года. Всего винтовок Gewehr 88 произвели около 1 700 000 штук — всё остальное карабины.

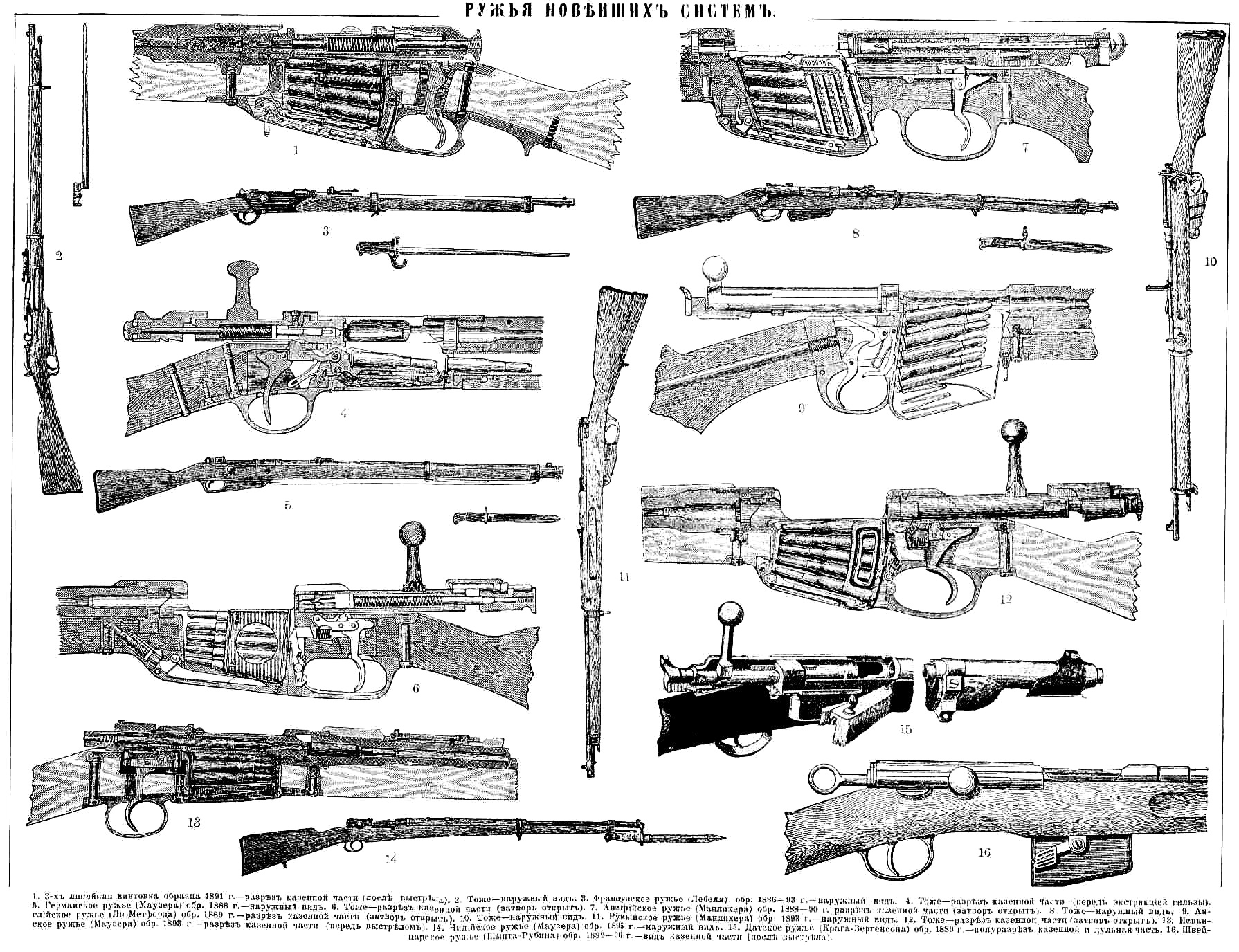
Сравнение конструкций винтовок конца XIX века

В 1898 году началась замена винтовкой Mauser 98. Во время Первой мировой войны Gewehr 88 была на вооружении только тыловых подразделений немецкой армии (однако в 1915 году временно ей стали вооружать и передовые части на фронтах, из-за дефицита Mauser 98, пока нехватка современных винтовок не была устранена). Незадействованные немцами Gewehr 88 большими партиями отправлялись в Османскую империю.
Одновременно с пехотной винтовкой в Германии был принят на вооружение карабин, представляющий собой укороченную и облегченную винтовку. Карабин образца 1888 г. имел облегчённый и укороченный ствол, заключенный в стальной кожух. Мушка и прицел укреплены на кожухе, мушка тупая морская с «ушами» для защиты. Прицел рамочный, рукоятка затвора плоская и опущена вниз. Ни штыка, ни шомпола карабин не имеет. Штуцер Gew 91, почти идентичный карабину, выпускался для артиллеристов и специализированных подразделений, в том числе экипажей дирижаблей.
Стремительная разработка и испытания имели неизбежные последствия. Gew 88 был прочным, хорошо сделанным оружием и значительно превосходил Lebel. Тем не менее кожух вокруг ствола, предназначенный для защиты ствола от ударов и повреждений, ухудшал теплоотвод при длительной стрельбе и способствовал конденсации влаги, вызывающей ржавчину на стволе.
Проблемы были в конечном итоге решены, но не раньше, чем произошёл большой скандал в прессе.

## Оценка оружия

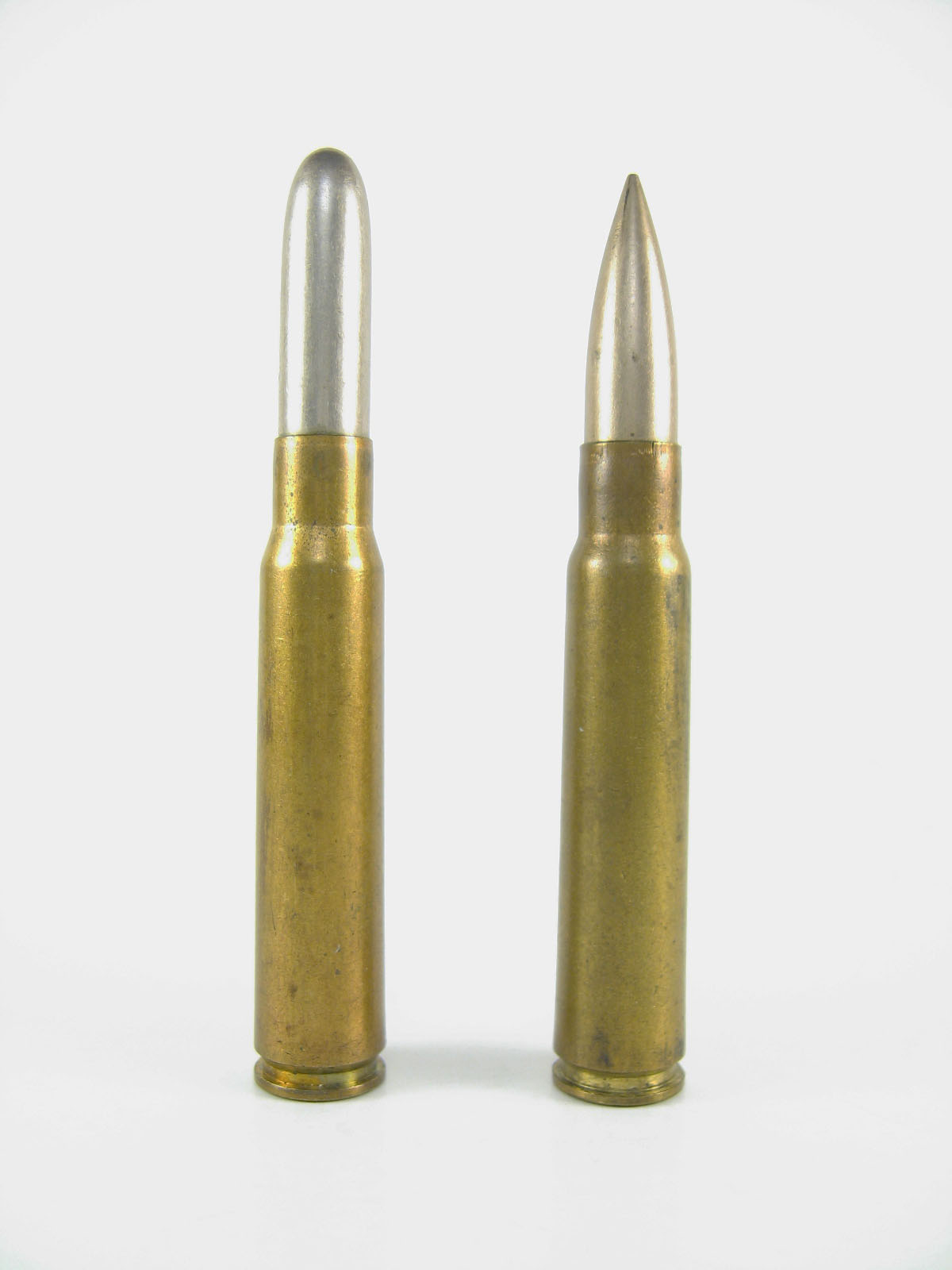
7,9 mm Patrone 88 и S-Patrone

Боеприпасы: благодаря удачной наружной форме патроны хорошо укладываются в пачке, занимают мало места в магазине винтовки, подаются и досылаются затвором без задержек и позволяют сделать затвор небольшого диаметра, что облегчает весь затвор и ствольную коробку. Тупоконечная пуля в мельхиоровой оболочке имеет массу 14,62 г, заряд бездымного пороха 2,5 г. Начальная скорость пули 635 м/с. Масса патрона 27,32 г.
Винтовка: германская винтовка совершеннее современных ей винтовок сходного калибра — Лебель, Мурата и Гедес—Кропачека. Из недостатков можно указать на слабую конструкцию ствола, лишний кожух на нём и более медленное открывание затвора сравнительно с винтовкой Манлихера 1888.
Gew. 88 получила большое количество критики от поклонников винтовок — частично из-за её действительных недостатков, но также просто из-за того, что она не Маузер. Часто высказывали мнение, что Комиссия должна была ждать, пока Маузер не улучшит конструкцию, над которым он уже работал. Фактически Комиссия была права, действуя самостоятельно, чтобы как можно быстрее принять оружие в эксплуатацию.
Следующий проект Маузера (бельгийский M1889) был доведён до ума в 1892 году, а к этому времени французская армия была полностью перевооружена Лебелем и обладала бы значительным превосходством над немцами. В то время как бельгийский M1889 не намного превосходил «Комиссионную винтовку», следующая конструкция Маузера, безусловно, была лучше, но она сильно опоздала.
7-мм «Испанский маузер» M1893 стал классическим: он сохранил лучшие черты бельгийской модели, отбросив бесполезный кожух. Внутренний однорядный магазин заменён на двухрядный, что уменьшило его глубину, поэтому он был заподлицо с ложей, а не выступал снизу, как на предыдущих моделях. Помимо эстетической привлекательности более гладких линий, это улучшило баланс винтовки и защитило магазин.
И если бы ждали её, то остались бы к 1894 году с древней винтовкой Mauser Model 1871 против Лебель у французов и винтовки Мосина у русской армии, превосходившей не только Лебель на 1891 год.